# Выборы в Сенат США (2014)
Выборы в Сенат США (2014) — Выборы в верхнюю палату Конгресса США — Сенат США. На этих выборах избирались 33 сенатора 2 класса. Победители выборов начали служить в Сенате 3 января 2015 года и закончат 3 января 2021 года. Выборы прошли в 36 штатах, не затронув только 14.

## КомпозицияСенатапосле выборов
Результатом выборов стало большинство у республиканцев с 54 местами и меньшинства у демократов с 46 места, включая 2 независимых (Берни Сандерс и Агнус Кинг) в коалиции.

Красным цветом обозначены республиканцы, синим — демократы.